# William S. Logan
William Stewart Logan (sinh năm 1942) là một học giả người Australia, giáo sư tiến sĩ tại Đại học New South Wales, Sydney, và từng là chủ tịch Quỹ Di sản và quy hoạch của UNESCO. William S. Logan là một chuyên gia có nhiều kinh nghiệm về lịch sử kiến trúc, quy hoạch đô thị và bảo tồn đô thị. Ông là tác giả của nhiều tác phẩm thuộc lĩnh vực này, trong đó đặc biệt về những đô thị ở những nước đang phát triển châu Á.
William S. Logan từng giữ cương vị chuyên viên thuộc các cơ quan tài trợ văn hóa của UNESCO và Quỹ Viện trợ Australia, tham gia vào nhiều dự án quy hoạch và bảo tồn ở Hà Nội. Ông cũng là tác giả một cuốn sách viết về Hà Nội mang tên Hanoi, biography of a city (Hà Nội: Tiểu sử một đô thị). Cuốn sách được viết trong thập niên 1990, sau nhiều nghiên cứu của tác giả trên thực địa và các nguồn thư tịch tại Hà Nội, Paris, Aix-en-Provence, Melbourne và Moskva.